# 抱きしめていいですか
『抱きしめていいですか』（だきしめていいですか）は、2001年8月1日にリリースした田原俊彦の52作目のシングル。

## 制作
作詞と作曲は、LOVEREVERBが担当した。発売当時の資料には「新人作家」と紹介されているが、本楽曲の発売後JASRACには当名義で楽曲登録した形跡がない。

## ミュージック・ビデオ
ミュージック・ビデオでは、田原がアコースティック・ギターを演奏している。発売年以降のコンサートでも、本作の弾き語りを披露している。

## リリース
2001年8月1日に、インディーズレーベルのHIT VIBEから発売され、TSUTAYAの店頭や通信販売でのみの取扱いと販売経路は限られ、CDショップなどのメジャーな流通経路では販売されなかった。
田原のシングルとしては、1987年に発売された「どうする? (Remix Version)」以来のマキシシングルとして発売され、以降のシングルもマキシシングルでリリースされている。

## 収録曲
| #  | タイトル                       | 作詞       | 作曲       | 編曲          |
| -- | ------------------------------ | ---------- | ---------- | ------------- |
| 1. | 「抱きしめていいですか」       | LOVEREVERB | LOVEREVERB | SHIGE KAWAGOE |
| 2. | 「Dangerous Zone」             | 阿木燿子   | 生熊朗     | 清水信之      |
| 3. | 「抱きしめていいですか」(inst) |            |            |               |